# Ivica Barbarić
Ivica Barbarić (Metković, 23 de febrer de 1962) és un exfutbolista i entrenador croat. Com a futbolista ocupava la posició de defensa.
Va iniciar la seua carrera al FK Velež Mostar, a l'antiga lliga iugoslava. El 1989 fitxa pel Real Burgos, amb qui disputa dues campanyes a primera divisió. Posteriorment, militaria en altres clubs de la competició espanyola, com el Racing de Santander, CD Badajoz i Almería CF.
Després de retirar-se, ha seguit vinculat al món del futbol com a entrenador. Ha dirigit al HŠK Zrinjski Mostar (01/03), NK Široki Brijeg (04/09) i Ehime FC (09/...).
Va ser internacional amb Iugoslàvia en una ocasió. Amb els balcànics hi va participar en els Jocs Olímpics de Seül 1988.